# Nejlikmusslan
Nejlikmusslan är en bok av Bengt Martin från 1969, en uppföljare till Sodomsäpplet. Den handlar om Joakim Mander som är homosexuell och har tvångstankar, men försöker hitta livsglädjen. Sista boken i trilogin heter Finnas till.